# Cajus Licinius Stolo
Cajus Licinius Stolo, var en romersk konsul och militär.
Enligt Titus Livius genomdrev Cajus Licinius Stolo, tillsammans med Licinius Sextis som folktribun, 367 f.Kr. de kända licinska lagarna (leges Liciniæ Sextiæ), som gjorde slut striderna mellan de olika klasserna i Rom. Där bestämdes att den ena av konsulerna skulle vara plebej, rätten att inneha statsjord begränsades och man skrev ned skulderna för de undertryckta klasserna. Det historiska händelseförloppet är osäkert.